# Вулиця Ростислава Братуня (Львів)
Ву́лиця Братуня́ — вулиця у Личаківському районі міста Львова, в місцевості Филипівка. Простягається від вулиці Корольова і завершується глухим кутом.

## Історія
З 1933 року вулиця мала назву Сліпа (Слєпа), у 1936 році отримала назву вулиця Нєвядомськєго, на честь Елігіуша Нєвядомського, польського художника XIX–XX століть (у липні 1944 року назву уточнено на Невядомського). Під час німецької окупації вулиця мала назву Цвішенґассе.
У 1950 році вулиця отримала назву Албанська. 10 травня 2009 року рішенням Львівської міської ради вулицю названо на честь поета та громадського діяча Ростислава Братуня.
У забудові переважають двоповерхові конструктивістські будинки 1930-х років, є також будинки 1960-х років.